# Cabombaceae
Cabombaceae Rich. ex A.Rich., 1822 è una famiglia di piante acquatiche dell'ordine Nymphaeales.

## Tassonomia
Tale famiglia è stata tassonomicamente distinta nel 2009 dalla classificazione APG III. Le precedenti versioni della APG la includevano nelle Nymphaeaceae.

Comprende 2 generi e 7 specie:
- genere Brasenia
  - Brasenia schreberi J.F.Gmel., 1791
- genere Cabomba
  - Cabomba aquatica Aubl., 1775
  - Cabomba caroliniana A.Gray, 1837
  - Cabomba furcata Schult. & Schult.f., 1830
  - Cabomba haynesii Wiersema, 1989
  - Cabomba palaeformis Fassett, 1953
  - Cabomba schwartzii Rataj